# Séverine Hansen
Séverine Hansen (5 de febrero de 1981) es una deportista francesa que compitió en ciclismo de montaña en la disciplina de campo a través. Ganó una medalla de bronce en el Campeonato Mundial de Ciclismo de Montaña de 2005 y una medalla de plata en el Campeonato Europeo de Ciclismo de Montaña de 2006.

## Palmarés internacional
| Campeonato Mundial | Campeonato Mundial | Campeonato Mundial | Campeonato Mundial         |
| Año                | Lugar              | Medalla            | Competición                |
| ------------------ | ------------------ | ------------------ | -------------------------- |
| 2005               | Livigno (Italia)   | Medalla de bronce  | Campo a través por relevos |
| Campeonato Europeo |                    |                    |                            |
| Año                | Lugar              | Medalla            | Competición                |
| 2006               | Lamosano (Italia)  | Medalla de plata   | Campo a través por relevos |